# 나동연
나동연(羅東淵, 1955년 9월 1일~)은 대한민국의 기업인 출신 정치인으로, 제48·49·51대 경남 양산시장(2010~2018, 2022~)이다.
경상남도 양산시 출생이다. 삼성초등학교, 양산초등학교, 동아중학교, 동아고등학교를 졸업하고 동국대학교 무역학과를 졸업하였다. 1992년 한독이엔지를 설립하여 회장이 되었다.
2002년 제3회 지방선거에서 양산시의회의원으로 출마, 당선되었으며 2006년 4회 지방선거에서 재선에 성공한 그는 2008년 7월 양산시의회 부의장이 되었다.
2010년 제5회 지방선거에서 오근섭 전 시장의 자살로 공석이 된 양산시장선거에 출마하여 당선되었으며 2014년 6회 지방선거에서 재선에 성공하였으나 2018년 제7회 지방선거에서 상대 후보인 김일권 후보에게 낙선하였다.
2022년에 치러진 제8회 전국동시지방선거에서 양산시장에 다시 출마했으며 45.89%의 득표율로 당선되면서 3선에 성공했다.

## 학력
- 삼섬국민학교(전학)→양산국민학교 졸업
- 동아중학교 졸업
- 동아고등학교 졸업
- 동국대학교 무역학 학사 졸업
- 부산대학교 국제전문대학원 국제학 석사 졸업

## 경력
- 1992년 6월 : 한독이엔지 회장
- 한나라당 양산시지구당 후회회장
- 2002년 7월~2006년 6월: 제3대 경상남도 양산시의회 의원
- 2006년 7월~2010년 6월: 제4대 경상남도 양산시의회 의원
  - 2008년 7월~2010년 6월: 제4대 경상남도 양산시의회 후반기 부의장
- 2008년 7월~: 양산시 체육회 부회장→회장
- 동국대학교 총동창회 부회장
- 2010년 7월~2018년 6월: 제48·49대 민선 5·6기 경상남도 양산시장
- 2018년 1월~2018년 9월: 자유한국당 경남도당 양산시 을 당협위원회 위원장
- 2018년 12월 : 자유한국당 경남도당 양산시 을 당협위원회 위원장
- 2019년 3월 : 자유한국당 당대표 특별보좌역
- 2020년 2월 : 미래통합당 경남도당 양산시 을 당협위원회 위원장
- 국민의힘 양산시 을 당협위원장
- 2021년 9월~2022년 9월: 국민의힘 경남도당 원외수석부위원장
- 2021년 12월~2022년 1월: 국민의힘 선거대책위원회 조직총괄본부 부산울산경남본부장
- 2021년 12월~2022년 3월: 국민의힘 경남을 살리는 선거대책위원회 선거대책위원장단 공동선거대책위원장
- 2022년 1월~2022년 3월: 국민의힘 제20대 대통령 선거 선거대책본부 조직본부 부산·울산·경남본부장
- 2022년 7월~: 제51대 민선 8기 경상남도 양산시장

## 역대 선거 결과
|  | 32.05% |

|  | 16.28% |

|  | 42.30% |

|  | 54.44% |

|  | 43.73% |

|  | 47.26% |

|  | 59.82% |

## 가족 관계
- 아버지: 나진관(2021년 10월 별세)

| 전임 오근섭 (권한대행)안기섭 | 제48·49대 경상남도 양산시장(민선) 2010년 7월 1일~2018년 6월 30일 | 후임 김일권 |

| 전임 김일권 | 제51대 경상남도 양산시장(민선) 2022년 7월 1일~ |  |

1. ↑  임기 중 사망. 잔여 임기 1년 미만으로 보궐선거 미실시.